# Ichthyophis kodaguensis
Espèce
Statut de conservation UICN

 DD  : Données insuffisantes
Ichthyophis kodaguensis est une espèce de gymnophiones de la famille des Ichthyophiidae.

## Répartition
Cette espèce est endémique du district de Kodagu au Karnataka en Inde. Elle se rencontre à 1 143 m d'altitude dans les Ghâts occidentaux.

## Étymologie
Son nom d'espèce, composé de kodagu et du suffixe latin -ensis, « qui vit dans, qui habite », lui a été donné en référence au lieu de sa découverte.

## Publication originale
- Wilkinson, Gower, Govindappa & Venkatachalaiah, 2007 : A new species of Ichthyophis (Amphibia: Gymnophiona: Ichthyophiidae) from Karnataka, India. Herpetologica, vol. 63, no 4, p. 511-518 (texte intégral).